# 平館城
平館城（たいらだてじょう）は、岩手県八幡平市平舘にあった日本の城。

## 沿革
平舘集落は北岩手西根の中心地で、北は一戸、南は厨川に通ずる交通の要衝であった。平館城は平舘集落西側丘陵地帯の、八幡神社裏手にあたる標高299メートル、平地との比高差40メートルの「館山」に立地し、山頂部と南側の最高所の舘山の2郭に分けられる。

## 歴史
築城年代は不明。室町期からみられる地名で、陸奥国磐手郡平舘村。八戸南部氏の主要な所領であったとみられる。天正年間の城主は一戸城主一戸政連の弟信濃守政包が平舘氏を継ぎ、1000石を領して当館を居城としたとあるが、それ以前は判明しない。
一戸政連は一戸城を継いで兵部大輔政連と称し、一戸南部氏の庶流荒木田五郎（一戸五郎）光恒の子孫に当たると伝えており、天正9年（1581年）7月、平舘政包は九戸政実に誘われ、一戸城で一戸政連およびその子出羽を共に殺害して、南部信直によって知行召し上げとなったが、津軽石行重（宮古）の子が平館彦六と称して再興している。

## 参考資料
- 『岩手県史 第3巻 中世篇 下』岩手県、1961年10月20日。
- 「角川日本地名大辞典」編纂委員会『角川日本地名大辞典 3 岩手県』角川書店、1985年3月8日。ISBN 4-040-01030-2。
- （有）平凡社地方資料センター『日本歴史地名大系 第3巻 岩手県の地名』平凡社、1990年7月13日。ISBN 4-582-91022-X。
- 児玉幸多、坪井清足『日本城郭大系 第2巻 青森・岩手・秋田』新人物往来社、1980年7月15日。
- 岩手県教育委員会『岩手県中世城館跡分布調査報告書』 82巻、1986年3月30日、99頁。